# Massacre de Gugulethu
La massacre de Gugulethu és un tiroteig massiu que va tenir lloc la tarda del 2 de novembre de 2020, a una casa a NY78, a Gugulethu, a prop de Ciutat del Cap, a Sud-àfrica fent 8 morts de 30 a 50 anys i 1 ferit. 7 persones van morir al lloc dels fets (3 dones i 4 homes) mentre una altra va morir més tard a l'hospital.
Els residents locals van informar als mitjans de comunicació que el tiroteig estava lligat a un conflicte entre els Guptes i les bandes de carrer de Boko Haram.Altres informacions de residents locals van indicat que havia estat comès per la banda Boko Haram apuntant una dona local, morta al lloc dels fets, perquè havia rebutjat pagar dels diners d'extorsió a la banda. El fòrum de desenvolupament de Gugulethu va declarar que els homicidis eren «lligats a la droga».